# Ryokan

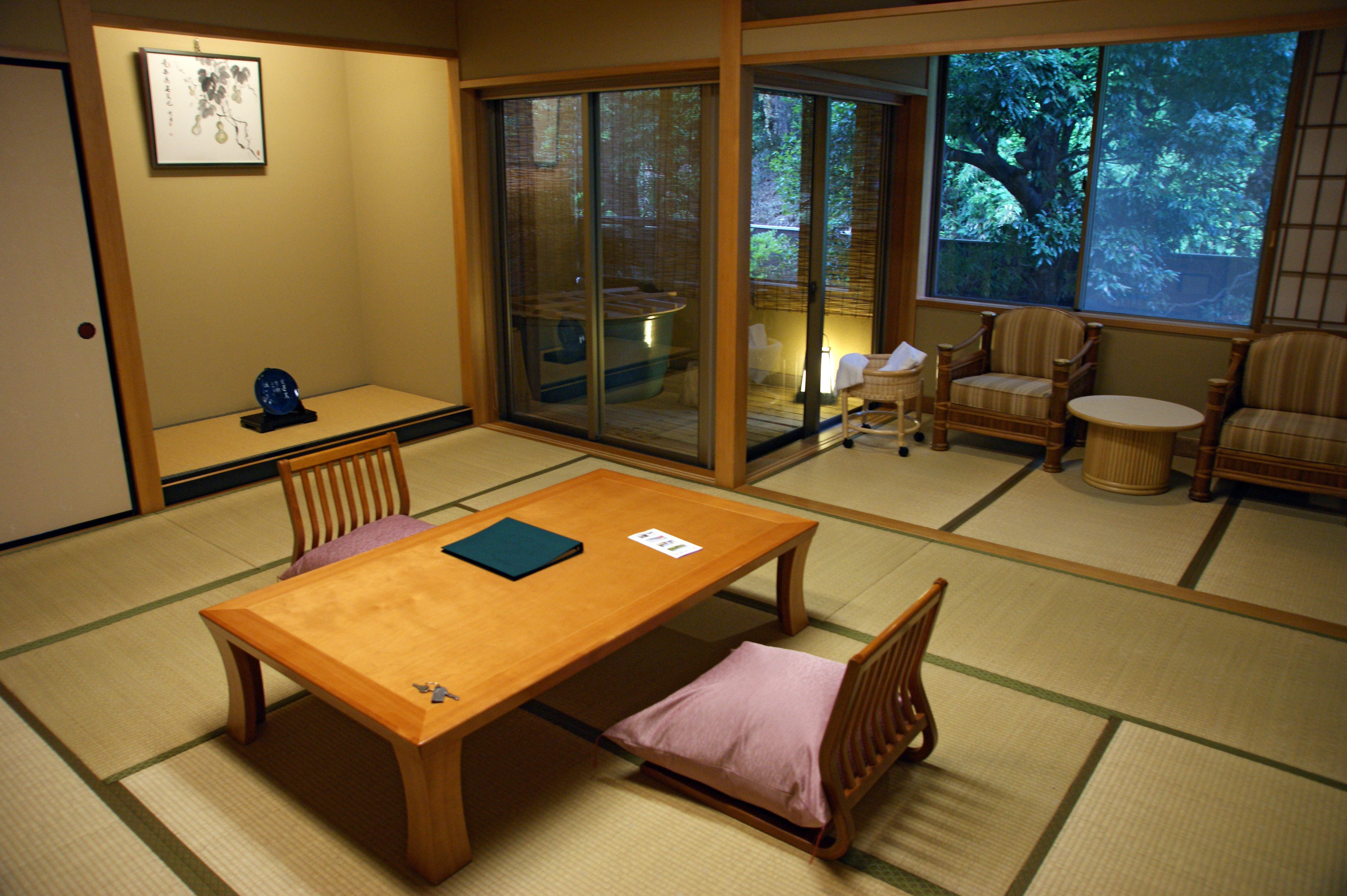
Ryokan

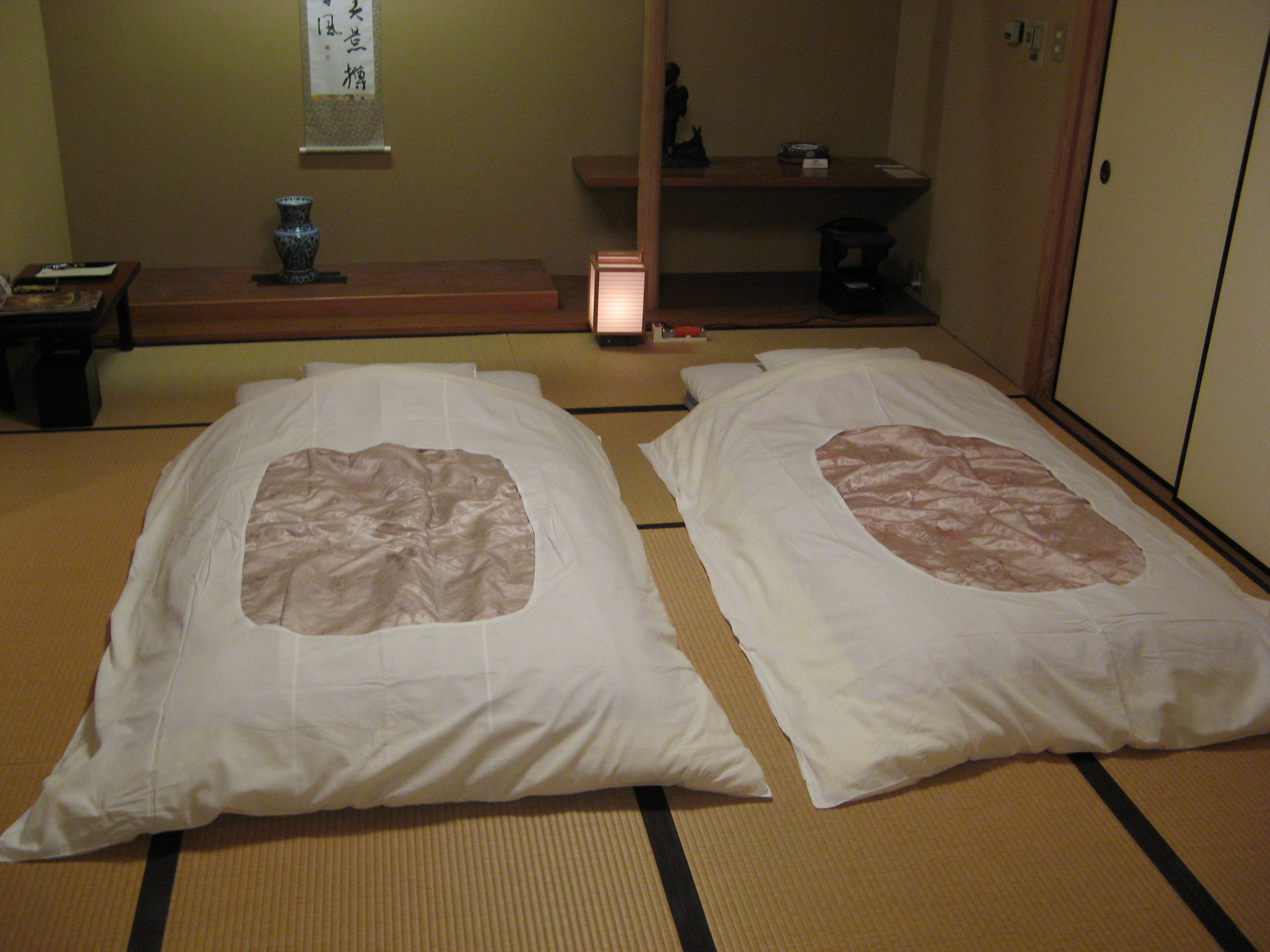
Futon

Il ryokan (旅館?) è una locanda tradizionale giapponese il cui stile è rimasto pressoché immutato nel tempo. Si ritiene che questo tipo di struttura risalga all'epoca Edo (1603-1868).

## Descrizione
Attualmente un ryokan mantiene ancora gli elementi tradizionali, cioè: pavimenti formati da tatami, bagno all'esterno della camera (che può essere di vario tipo), giardino in cui si può trovare un padiglione dedicato alla cerimonia del tè, porte scorrevoli che danno su una loggia, rifiniture interne in legno di stile tradizionale, stanza spoglia, priva di mobili e letti, però dotata di tokonoma, nicchia di abbellimento in cui vengono esposte sculture, calligrafie o composizioni ikebana.
I letti tradizionali (futon), vengono sistemati dopo la cena, disponendo materassini, coperte e cuscini sui tatami. Solitamente colazione del mattino (asa gohan) e cena vengono serviti nella camera che si occupa oppure in un'altra camera libera in modo da poter guardare il giardino da un'angolazione diversa.
La cucina non concede nulla agli usi occidentali ed è di solito di elevatissima qualità, molto raffinata e ricercata sia nei contenuti che nella curatissima estetica. Vengono utilizzati pezzi di ceramica e accessori pregiatissimi, spesso con evidenti riferimenti allo stile sabi cioè l'utilizzo di pezzi particolarmente “vissuti”. Ad esempio è molto frequente l'uso di scatole laccate consumate dal lunghissimo uso.
Il servizio è completamente diverso da quello di un albergo occidentale. È estremamente personalizzato, cioè l'ospite viene affidato alle cure di una cameriera esperta (di solito anziana) che lo accompagna in camera, gli serve il tè di benvenuto, lo intrattiene per cercare di capirne le esigenze, raccoglie le ordinazioni per le bevande che accompagnano la cena, accompagna a prendere il bagno, sia che si tratti di onsen (bagno termale) che di ofuro, il caldissimo bagno che si fa in vasche di legno di hinoki, cipresso giapponese (Chamaecyparis obtusa). Tutto ciò è possibile poiché il ryokan ha pochissime stanze e quindi anche gli ospiti sono molto limitati di numero.
L'aspetto estetico dell'insieme è curatissimo, in qualsiasi posto si posi lo sguardo c'è uno scorcio apprezzabile, con particolare riguardo al giardino che fa spesso da sfondo scenografico ed è visibile dalle camere, dalla vasca dell’ofuro e in generale durante ogni spostamento. Porzioni limitatissime di spazio, piccoli ritagli, ospitano giardini di modestissima dimensione ma perfetti nell'equilibrio formale. Le uniche apparecchiare moderne comprendono aria condizionata, telefono e televisore; per il resto l’esperienza è del tutto simile allo stile di vita di quattro secoli fa.

## Vista

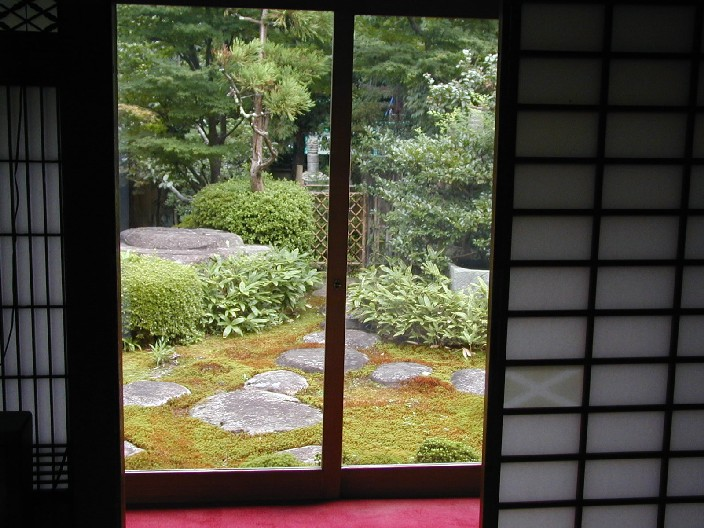
Ryokan, vista sul giardino
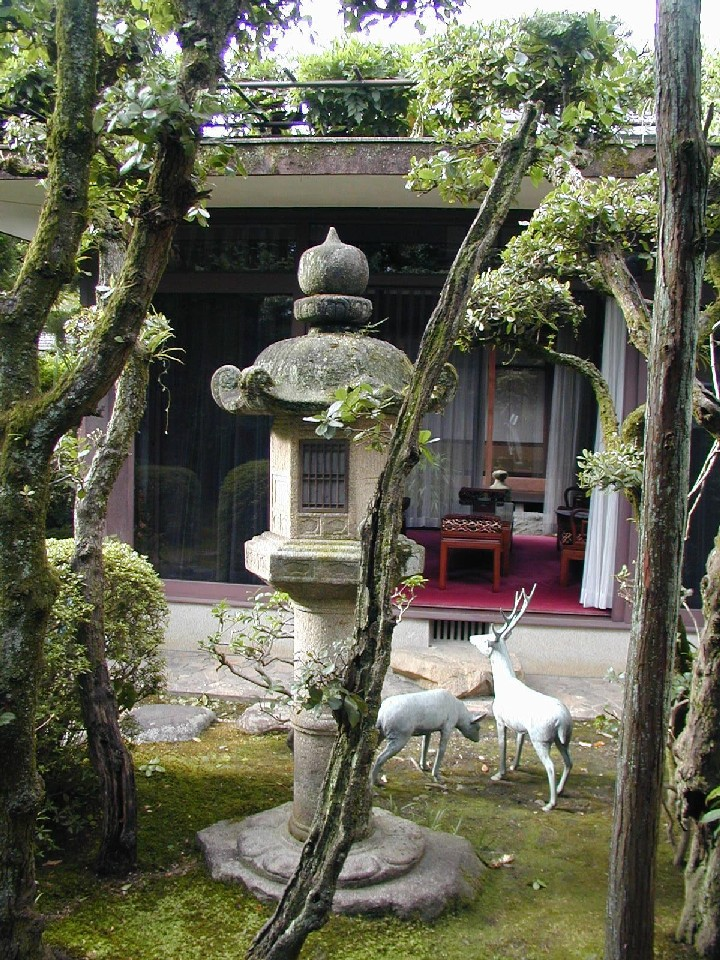
Ryokan, visto dal giardino
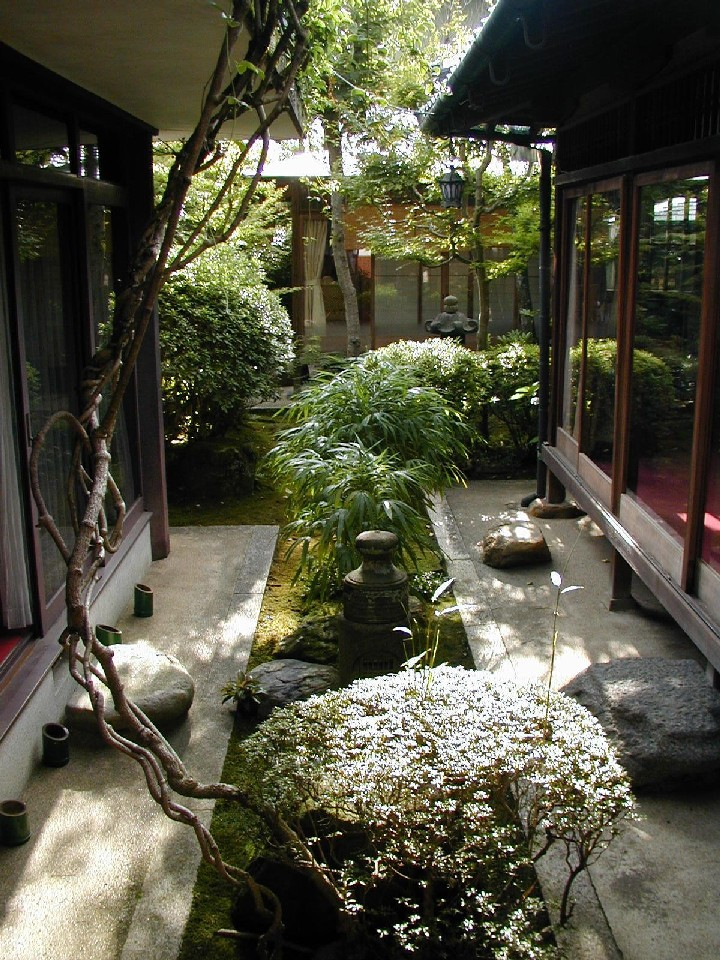
Ryokan, giardino laterale
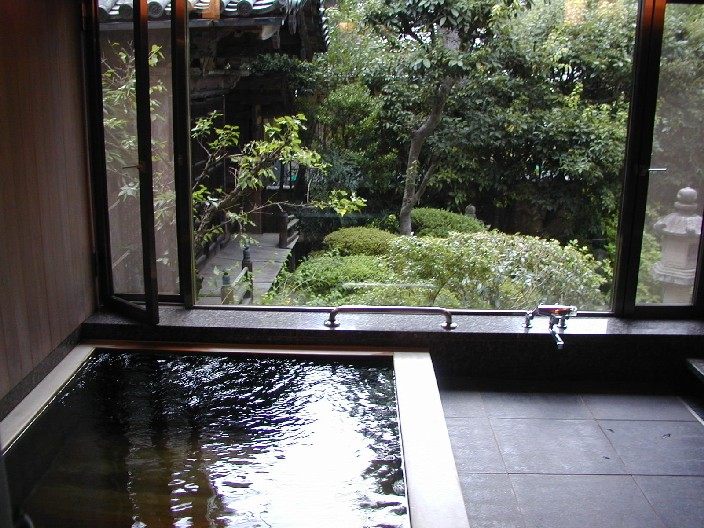
Ryokan, ofuro

## Cucina

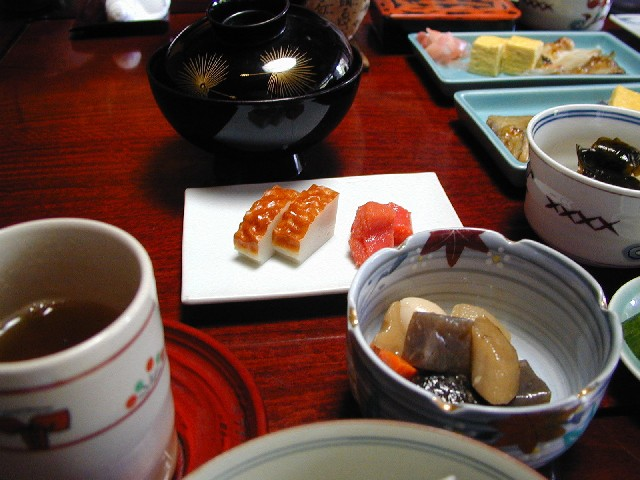
Colazione
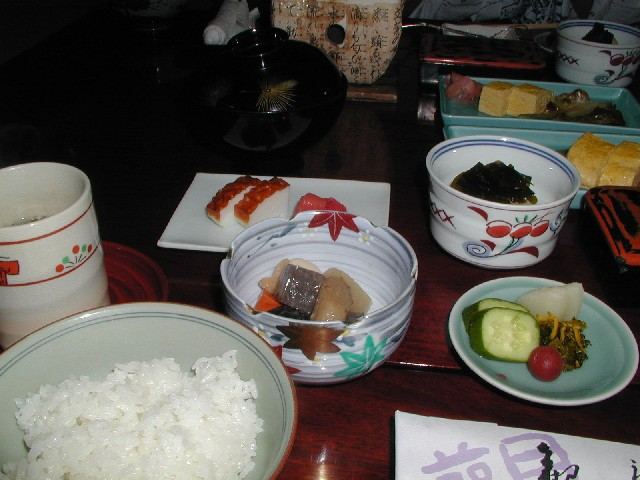
Colazione
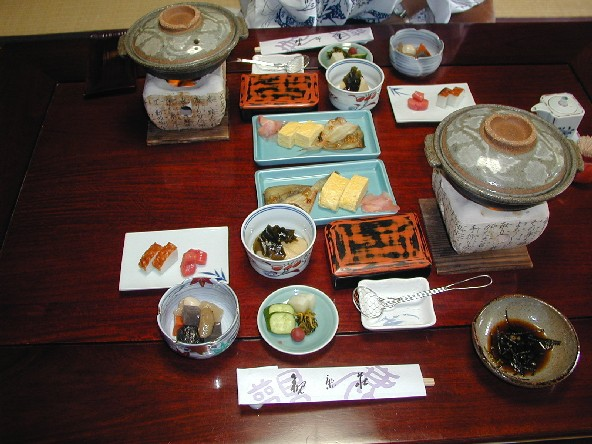
Colazione
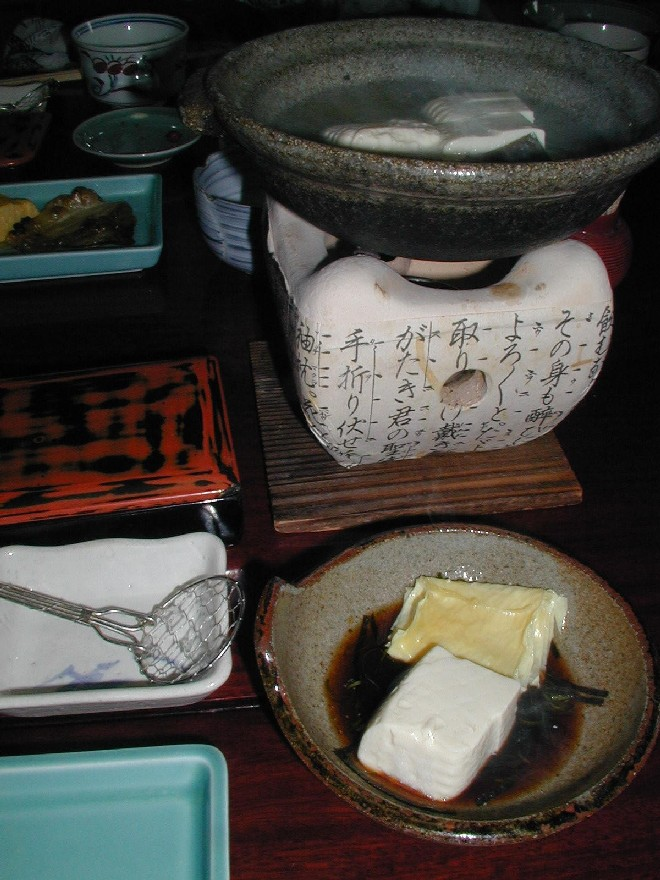
Colazione (tofu)
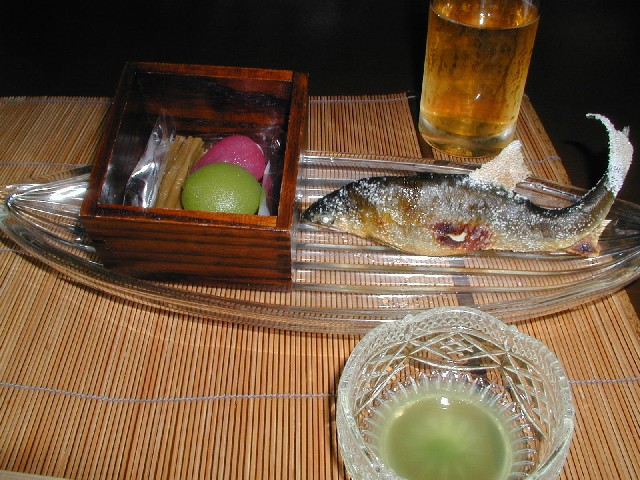
Pesce fritto al sale
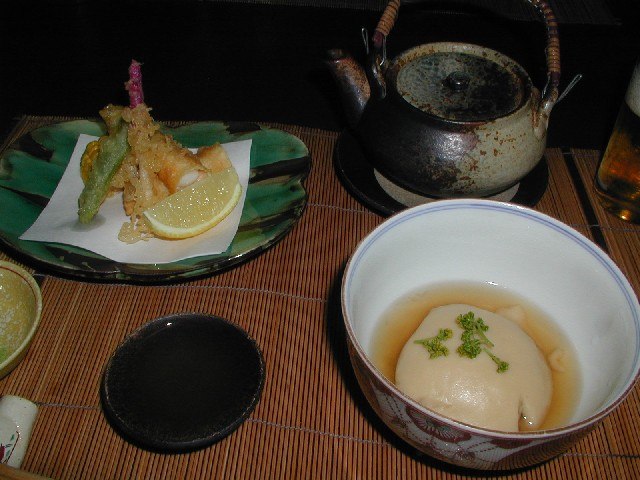
Tempura
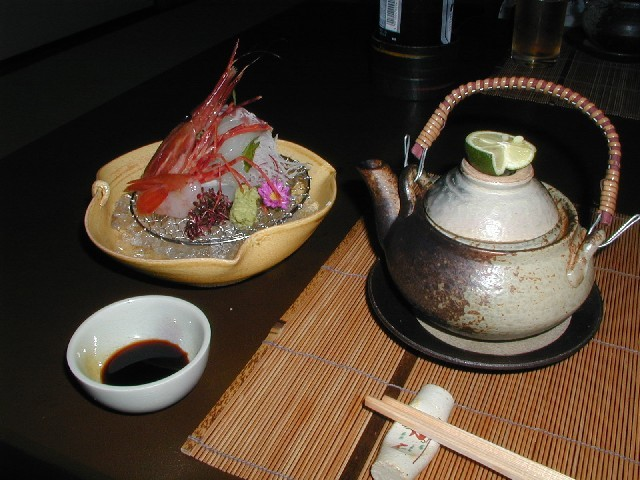
Sashimi
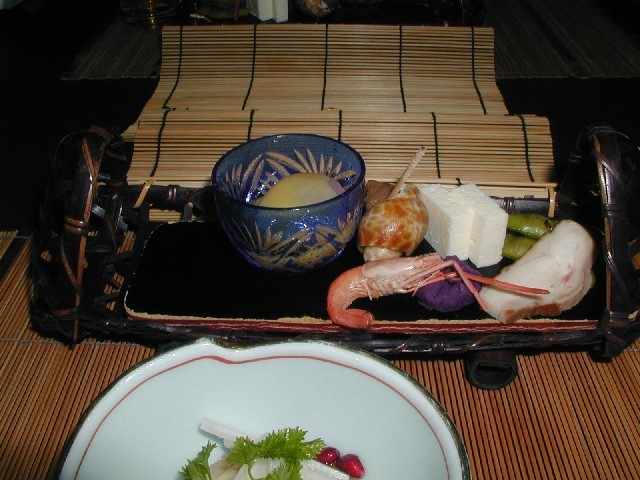
Gamberi e frutti di mare
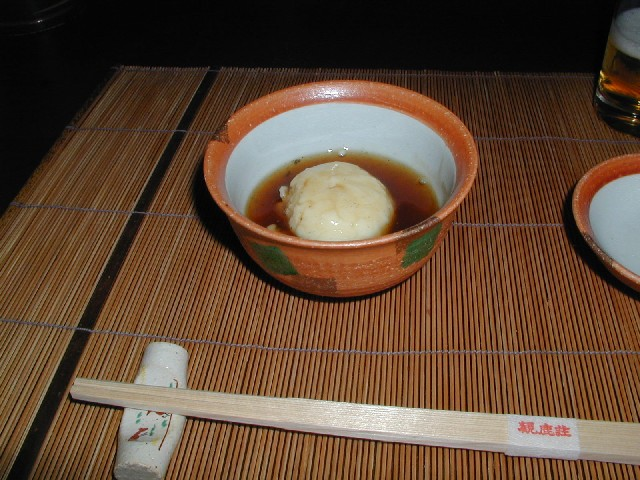
Zuppa
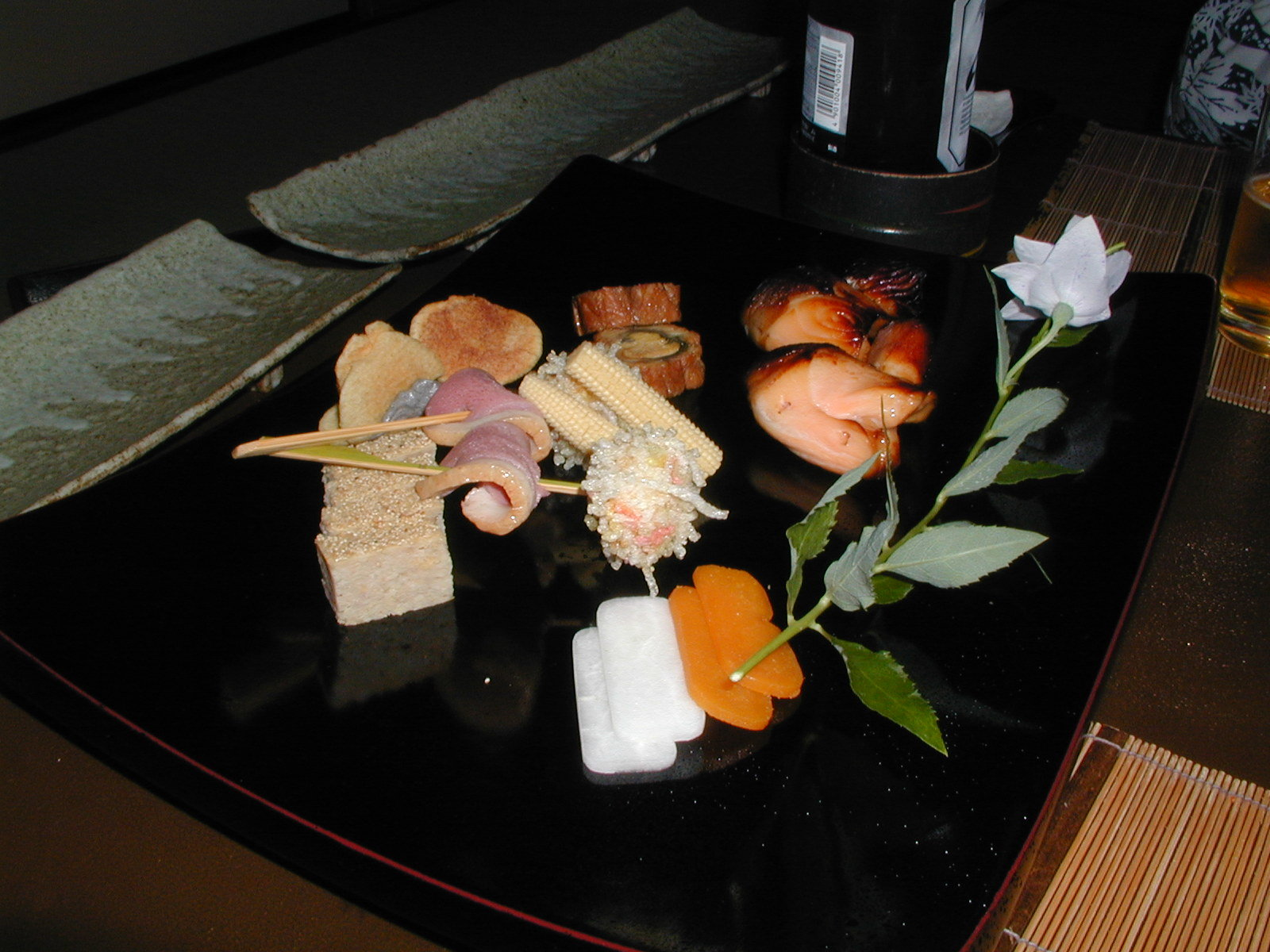
Pesce misoyaki
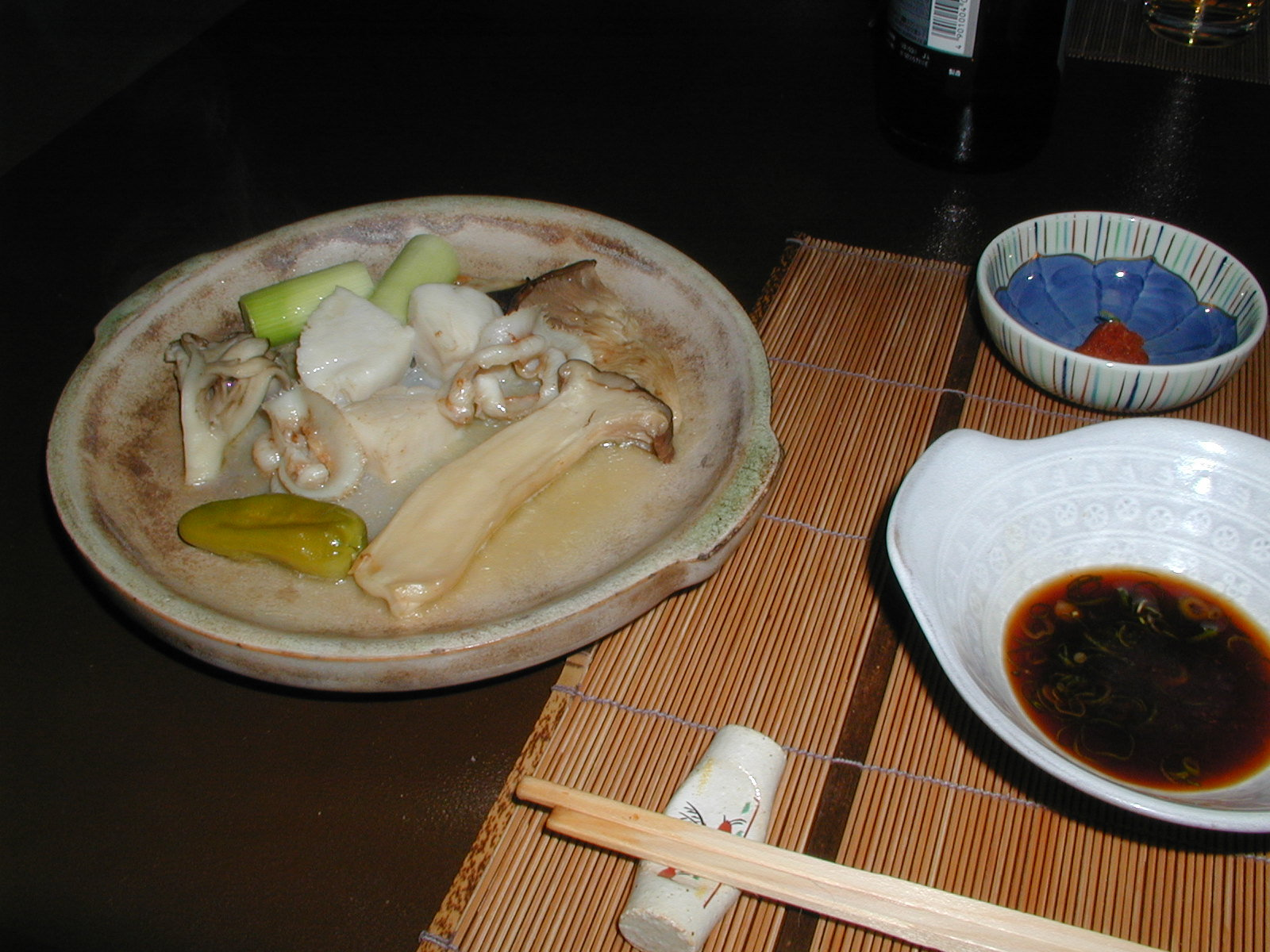
Funghi e frutti di mare
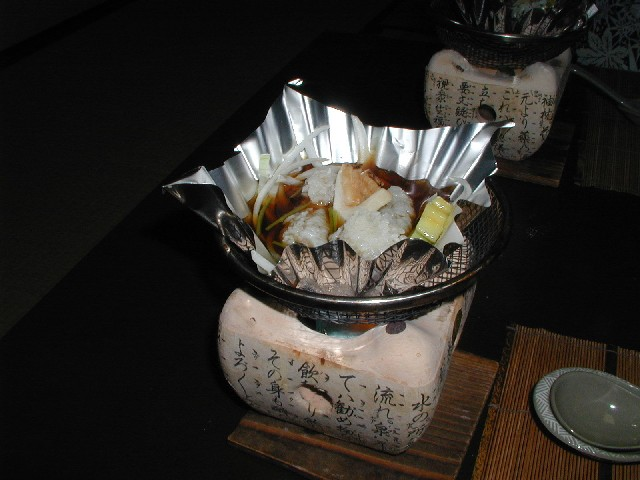
Fornelletto tradizionale